# Spółdzielnia Niewidomych Promet
Spółdzielnia Niewidomych Promet (do 1972 r. jako Spółdzielnia „Rękodzieło”) – producent aparatury elektrotechnicznej z siedzibą w Sosnowcu przy ulicy Lipowej 11. Przedsiębiorstwo posiada status zakładu chronionego.

## Historia
SN PROMET rozpoczęła działalność w 1958 roku. Pierwszymi wyrobami spółdzielni była drobna galanteria metalowa, a następnie w latach 80. przedsiębiorstwo uruchomiło produkcję przycisków sterowniczych oraz przewodów hamulcowych do Fiata 126p.
SN PROMET w ramach restrukturyzacji zwolniła znaczną część z ponad 1800 pracowników w okresie największego rozwoju. Wtedy też nastąpiła dalsza specjalizacja w kierunku branży elektrotechnicznej i dalsza automatyzacja produkcji.
SN PROMET zatrudniało w 2014 r. około 255 pracowników.

## Nagrody i wyróżnienia
Spółdzielnia Niewidomych „Promet” została nagrodzona w roku 2007 i 2008 tytułem Przedsiębiorstwa Fair Play, a w 2009 przedsiębiorstwo wyróżniono Złotym Laurem Umiejętności i Kompetencji w kategorii „Załoga – Wspólny Sukces”. W 2024 r. otrzymała prestiżowy tytuł „Lodołamacze 2024”, zdobywając I miejsce w kategorii „Zatrudnienie Chronione” w regionie śląskim, małopolskim, podkarpackim oraz świętokrzyskim, a także III miejsce w kategorii „Zatrudnienie Chronione” w konkursie ogólnopolskim.

## Import
Przedsiębiorstwo jest importerem wyrobów EMAS i ARTON na terytorium Polski.